# Haïdra
Haïdra (en árabe: حيدرة‎) o Henchir Haïdra es una pequeña ciudad del oeste de Túnez, situada en la dorsal tunecina, a pocos kilómetros de la frontera con Argelia. Es la capital de un municipio con 3451 habitantes en 2014   y está adscrita a la gobernación de Kasserine.
Es conocida por su yacimiento arqueológico.

## Geografía

### Situación
Haïdra es el centro de la delegación del mismo nombre, creada el 30 de enero de 1982, y cubre 4273 hectáreas. Está situada a 83,9 kilómetros al noroeste de Kasserine y a 249 kilómetros al suroeste de Túnez, en la ruta de la Carretera Nacional 4.
La ciudad está comunicada por ferrocarril desde las obras realizadas por la Compagnie des chemins de fer Bône-Guelma entre 1912 y 1941, que la unió a Kasserine, Tébessa y Kalâat Khasba.

### Clima
El clima de Haïdra es semiárido, como en gran parte del centro-oeste de Túnez.

## Historia
Ammaedara o Ad Medera, fundada en el siglo I a. C. es una de las ciudades romanas más antiguas de África; fue sede de la Legio III Augusta desde el gobierno de Augusto, hasta que fue trasladada por razones estratégicas a Theveste (actual Tébessa en Argelia), a cuarenta kilómetros al suroeste, durante la época de Vespasiano. Los veteranos se establecieron entonces en Ammaedera, que recibió el estatus de colonia (Colonia Flauia Augusta Emerita Ammaedara) en el año 75. La creación de una colonia en esta parte de la provincia romana de África permitió el control de las carreteras que pasaban sobre los terrenos de viaje de los musulamios.
Convertida en un cruce de caminos, atravesado en particular por el eje de penetración que unía Cartago con Theveste, la ciudad se desarrolló rápidamente y fue equipada con un gran número de monumentos, incluyendo un arco de triunfo dedicado a Septimio Severo. A medida que el cristianismo se desarrolló, se convirtió en un obispado en 258. En 411, la ciudad fue escenario de enfrentamientos entre católicos y donatistas, la población se dividió en dos detrás de dos obispos diferentes.

### Yacimiento arqueológico
Haïdra es conocida por su yacimiento arqueológico, el de la ciudad de Ammaedara.
Un mosaico de más de 1.700 años de antigüedad, descubierto en Haïdra durante el invierno de 1939-1940, fue donado a las Organización de las Naciones Unidas por el presidente Habib Bourguiba en 1961. Todavía está en exhibición en la entrada norte del salón de delegados de la sede de la ONU.